# جنبش ملی‌گرای عرب

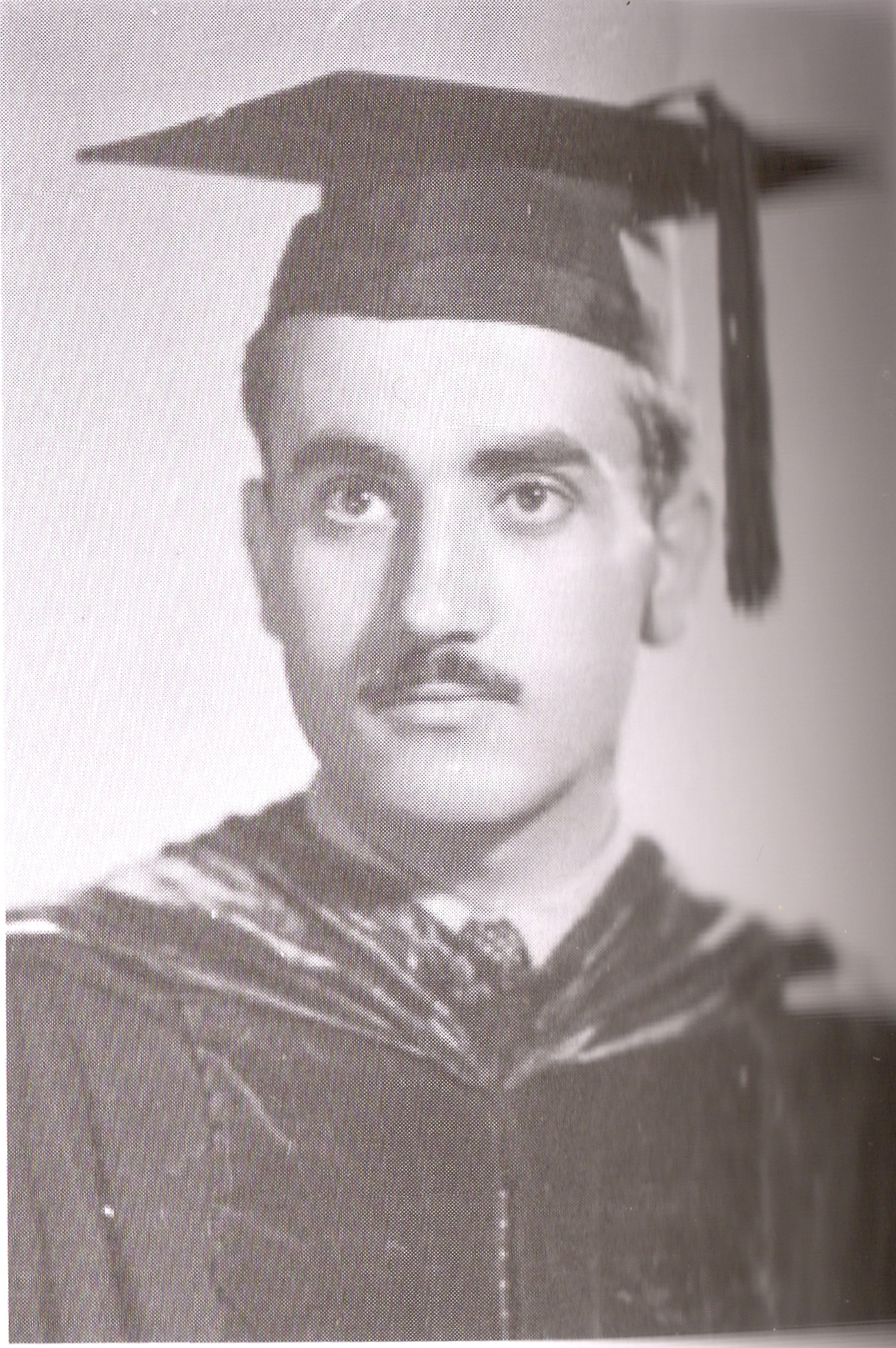
پرتره‌ای از جورج حبش، در حال دریافت دکترای پزشکی از دانشگاه آمریکایی بیروت.

جنبش ملی‌گرای اعراب (به عربی: حرکة القومیین العرب) یا جنبش اعراب ملی‌گرا یک سازمان ملی‌گرای پان‌عرب تأثیرگذار در سراسر جهان عرب، به ویژه در جنبش فلسطین بود.
جنبش ملی‌گرای عرب در سال ۱۹۵۱ از اتحاد دو گروه دانشجویی، یکی به رهبری جورج حبش (در دانشگاه آمریکایی بیروت) و دیگری به رهبری کنستانتین زریق تشکیل شد.
در ۱۹۶۷ جناح چپ‌گرای جنبش ملی‌گرای عرب به رهبری جورج حبش از آن جدا شده و جبهه مردمی برای آزادی فلسطین را تشکیل دادند.